# Krcsmarik János
Krcsmarik János (Szarvas, 1857. február 20. – Budapest, 1943. október 14.) orientalista, jogász, politikus, főispán.

## Élete
Krcsmarik József kötélverő és Filippinyi Terézia fiaként született nyolc gyermek közül ötödikként. Középiskoláit szülővárosában és Újverbászon folytatta, egyetemre Budapestre járt. Bölcsészettudományi doktorátusát a keleti nyelvtudományból írt értekezésével summa cum laude szerezte meg, majd 1899-ben a mohamedán vallási intézményekből habilitált. Emellett a jogi fakultást is abszolválta, joggyakornoki idejét a szarvasi járásbíróságon töltötte.
Keleti nyelvek terén szerzett jártassága miatt 1883-tól Szarajevóban szolgált a császári és királyi kormánybiztosságnál. 1886-ban a mohamedán ügyek előadója és a Vakuf-alapítvány kormánybiztosa lett. Alapítványi munkája és a mohamedán közoktatás fejlesztése terén tett erőfeszítéseiért 1887-ben a Ferenc József-rend lovagkeresztjével tüntették ki. 1889-ben a Bosznia-Hercegovinai kormányzat képviselőjeként részt vett a stockholmi és osloi orientalista kongresszuson. Ekkor Ferenc József jóváhagyásával II. Oszkár svéd király a Wasa-renddel tüntette ki. Többszöri európai és keleti tanulmányút után 1890-ben otthagyta korábbi pozícióját és vármegyei szolgálatba állt.
1890. november 27-én tette le szarvasi helyettes főszolgabírói esküjét az alispán előtt. 1897-ben a milleniumi országos kiállítás helyi bizottságának elnöke volt, munkájáért Dániel Ernő kereskedelmi miniszter legfelsőbb elismerésben részesítette. 1899-ben az aradi Kereskedelmi- és Iparkamara levelező tagjává nevezték ki. 1901-ben városa országgyűlési képviselőjévé választották, emiatt főszolgabírói posztjától megvált. Habár mandátumát kitöltötte, a következő választásokon már jutott neki képviselői szék, így 1905-től egyetemi magántanár lett, a Budapesti Egyetem Bölcsészettudományi Karán tanított.
A király 1905-ben Békés vármegye főispánjává nevezte ki. Mivel Ferenc József az 1905-ös választások eredményeit figyelmen kívül hagyva Fejérváry Gézát nevezte ki miniszterelnökké, Békés vármegye alkotmányvédő bizottságot állított fel, melynek első ülésén kimondták, hogy Krcsmarik kinevezését törvénytelennek tartják. Elhatározták, hogy nem fogják kivenni tőle az esküt, sőt, a hivatali helyiségeket és a főispáni lakást sem fogják a rendelkezésére bocsátani. Sem hivatalosan, sem magánúton nem voltak hajlandóak érintkezni vele. Amikor Krcsmarik a protokolltól eltérően saját maga tűzte ki a tulajdon beiktatására összehívott közgyűlést, intézkedését törvénysértőnek bélyegezték. E közgyűlésen azonban a súlyos belpolitikai és törvényhatósági válság ellenére 10 megyebizottsági tag megjelent és a közgyűlést megtartották, igaz ezt csak a csendőrség jelenlétével tudták megtenni. Ez csak olaj volt a tűzre, hiszen ekkor a gyűlésen megjelent 10 tagot a többi bizottsági tag hazafiatlansággal vádolta meg. A közigazgatási anarchia elkerülése és egy belügyminisztériumi rendelet értelmében politikai nézetkülönbségeik ellenére a vármegyei tisztviselők felvállalták a közügyek zavartalan ellátását, de határozottan leszögezték, hogy Krcsmarikkal a legszorosabb értelemben vett hivatali teendőkön kívül továbbra sem hajlandóak érintkezni. Elveik mellett a megyei rendek kitartottak, és a főispán ellen többször is panaszt emeltek az ügyészségen. Az e panaszokból indult peres ügyekben változó ítéletek születtek. A fenntarthatatlan körülmények végül Krcsmarik lemondásával oldódtak meg, hiszen időközben a Fejérváry-kormány is lemondott.
Politikai szereplésén felül számottevő tudományos tevékenységet is kifejtett. Számtalan értekezése és cikke jelent meg a török költészetről, népdalról és drámairodalomról, verseket fordított. A török jogrendszerről és igazságszolgáltatásról is írt, részt vett a Pallas nagy lexikona szerkesztésében is, főként a Boszniával kapcsolatos cikkeket írta. Tudományos témájú művei nem csak hazai, de német lapokban is megjelentek.